# Внешняя политика Великобритании

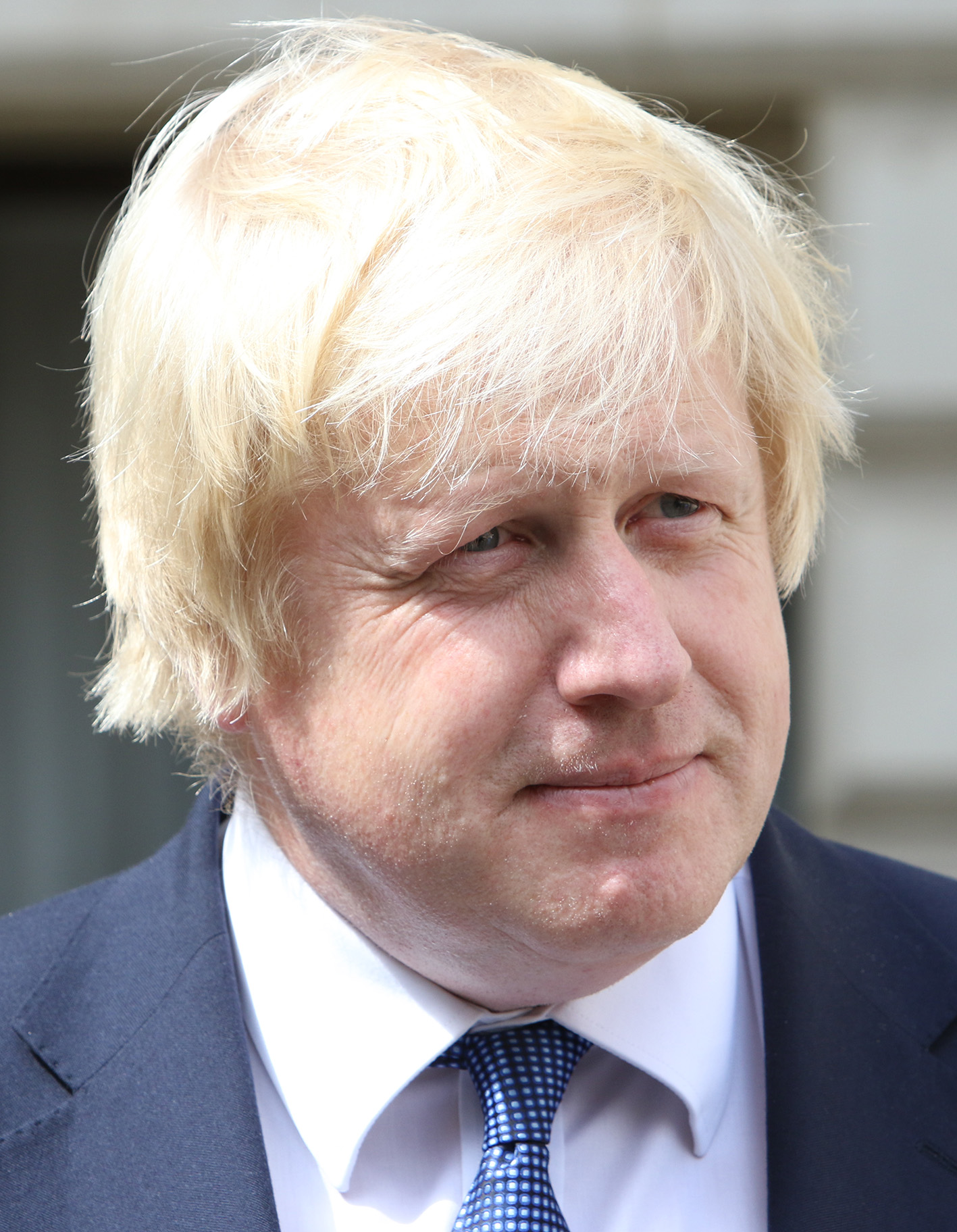
Борис Джонсон, министр иностранных дел Великобритании с 2016 по 2018 год.

Вне́шняя поли́тика Великобрита́нии — система отношений, сложившаяся исторически, между Британией и другими государствами. Великобритания — постоянный член Совета безопасности ООН. Из региональных организаций Британия входит в ОБСЕ, Совет Европы, НАТО. Соединённое Королевство имеет соглашения с Ирландией (Good Friday Agreement), касающиеся собственной территории — Северной Ирландии.

## Блоки и коалиции
Великобритания с 1949 года активный участник НАТО, также входит в клубы G7 и G20. Ранее, в XX веке Великобритания входила в состав Антанты и блок Союзников, союзный России и враждебный Германии. Известен традиционный принцип британской дипломатии — «разделяй и властвуй», выраженный словами Пальмерстона:
У Англии нет вечных союзников и постоянных врагов — вечны и постоянны её интересы
С распада Британской империи Великобритания возглавляет Содружество наций, в которое входят в основном её бывшие колонии.
Многие специалисты отмечают, что политика Великобритании во многом формируется в зависимости от политики США, особенно в рамках НАТО. Так, Великобритания является страной, численность чьих войск в Афганистане второе по численности после США, одной из немногих стран, которые ввели свои войска в Ирак, а также поддерживающих расширение Блока.

## Отношения с Аргентиной
Дипломатические отношения между странами были установлены 15 декабря 1823 года. В 1982 году отношения были разорваны из-за Фолклендской войны, восстановлены в 1990 году. Вплоть до середины 2000-х годов послевоенные отношения между двумя странами неуклонно улучшались. Во время правления президента Аргентины Кристины Фернандес де Киршнер отношения стали более напряжёнными: обе страны подтвердили свои претензии на территорию Фолклендских островов. В 2016 году премьер-министр Великобритании Дэвид Кэмерон и президент Аргентины Маурисио Макри участвовали в переговорах в ходе которых пришли к соглашению начать новый этап в отношениях между двумя странами и наладить крепкие дружеские связи.

## Отношения с Россией
Российско-британские отношения, также англо-русские отношения — двусторонние отношения между Россией и Великобританией. Формальные отношения между монаршими дворами Англии и Русского государства установились в 1553 году. В начале XIX века Российская и Британская империи выступили союзниками против Наполеона; однако уже в период Крымской войны (1853—1856) Великобритания выступила против России в союзе с Османской империей, Францией и Сардинским королевством. Последовавшая борьба двух держав за контроль над Центральной Азией получила название «Большая игра». В начале XX века Великобритания, Франция и Россия составили Антанту — военный блок, противостоявший Тройственному союзу. Острые противоречия между странами Антанты и Тройственного союза сыграли первостепенную роль в возникновении Первой мировой войны. После Октябрьской революции Великобритания приняла участие в иностранной военной интервенции против Советской России.

## Отношения с США
Американо-британские отношения — двусторонние отношения между Соединёнными Штатами Америки и Великобританией. Взаимное тесное сотрудничество двух стран во всех областях с середины XX века принято характеризовать как «особые отношения» (англ. special relationship).

## Терроризм
По подсчетам лондонской «The Daily Telegraph», в 2006 году на каждую тысячу британских военнослужащих, находящихся в Афганистане, приходилось восемь убитых — больше, чем в Ираке в разгар боевых действий: Великобритания несла в Афганистане самые крупные потери по сравнению со всеми другими государствами, которые имели свои войска на территории этой страны.

## Культура
Британский совет.

## Выход Великобритании из Европейского союза
Выход Великобритании из Европейского союза, сокр. Brexit — процесс, основанный на результате консультативного референдума 23 июня 2016 года, когда 51,9 % проголосовавших поддержали выход. Выход из ЕС начался 31 января 2020 года.

## Права человека
Ежегодно МИДДС издает доклад о правах человека. В докладе за 2009 год странами, вызывающими беспокойство, названы Афганистан, Беларусь, Бирма, Китай, Колумбия, Куба, КНДР, ДР Конго, Иран, Ирак, Израиль и палестинские территории, Пакистан, Россия, Саудовская Аравия, Сомали, Шри-Ланка, Судан, Сирия, Туркменистан, Узбекистан, Вьетнам, Зимбабве.